# Ligne de tramway 1 (SNCV Groupe d'Itegem)
 (janvier 2022).
Pour les articles homonymes, voir Ligne 1.
La ligne 1 est une ancienne ligne du tramway de Malines de la Société nationale des chemins de fer vicinaux (SNCV) qui reliait la gare de Malines au lieu-dit Waterloo entre 1913 et 1952.

## Histoire
Tableaux : 1931 282
25 juin 1913 : mise en service en traction électrique entre la gare de Malines et Malines Waterloo via la Grand Place, sections nouvelles (capital 184) sauf Malines Katelijnepoort - Malines Waterloo commune avec la ligne Anvers - Malines (capital 77); écartement du Cap (1 067 mm); exploitation par la Kempische Stoomtram Maatschappij (KSM) (« Société du tramway à vapeur de la Campine »).
1919 : mise à l'écartement métrique (1 000 mm).
1920 : reprise de l'exploitation par la SNCV.
21 décembre 1952 : suppression et remplacement par une ligne d'autobus sous le même indice.